# Боженцин (Свентокшиське воєводство)
Боженцин (пол. Bożęcin) — село в Польщі, у гміні Вільчиці Сандомирського повіту Свентокшиського воєводства.
Населення — 157 осіб (2011).
У 1975-1998 роках село належало до Тарнобжезького воєводства.

## Демографія
Демографічна структура на день 31 березня 2011 року:
|          | Загалом | Допрацездатний вік | Працездатний вік | Постпрацездатний вік |
| -------- | ------- | ------------------ | ---------------- | -------------------- |
| Чоловіки | 81      | 20                 | 54               | 7                    |
| Жінки    | 76      | 24                 | 38               | 14                   |
| Разом    | 157     | 44                 | 92               | 21                   |